# Pres and Teddy
Albums de Lester Young
Jazz Giants '56
(12 janvier 1956)
Pres and Teddy est un album de jazz américain, et plus spécifiquement de swing, enregistré en 1956 par le Lester Young - Teddy Wilson Quartet composé du saxophoniste Lester Young (surnommé Pres), du pianiste Teddy Wilson, du contrebassiste Gene Ramey et du batteur Jo Jones.
Ce fut un des derniers albums vraiment swinguants réalisés par Lester Young, qui devait mourir trois ans plus tard.

## Historique

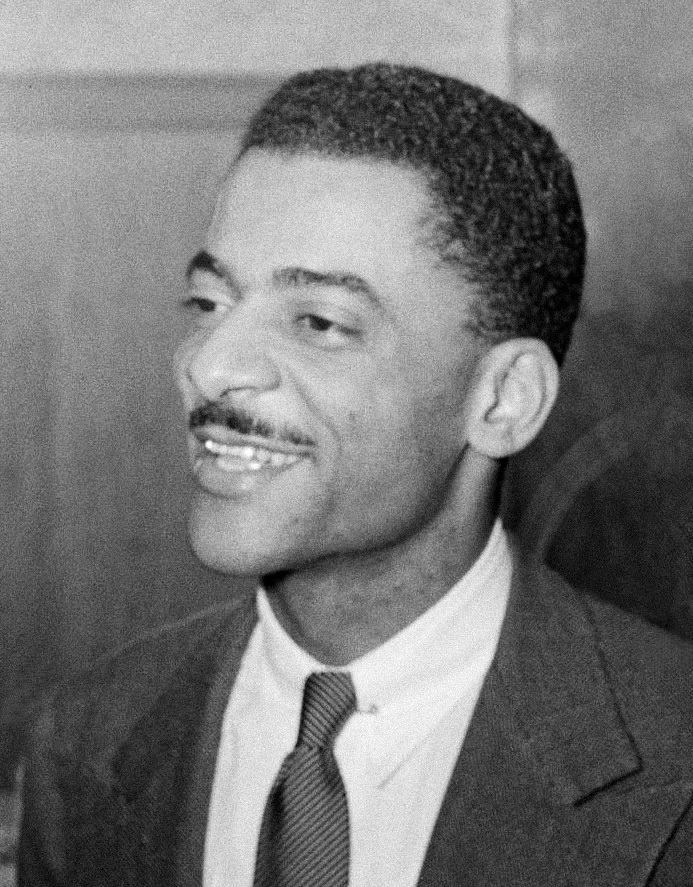
Le pianiste Teddy Wilson en 1940.

### Contexte
Après avoir quitté l'orchestre de Count Basie, où il s'était fait connaître, Lester Young forme son propre petit groupe qui comprend également son frère le batteur Lee Young. Mais quand ils décident de se séparer en 1944, les factures d'alcool de Lester sont tellement élevées qu'il est obligé de demander à Count Basie de le réintégrer dans son orchestre.
Ayant ignoré plusieurs lettres lui enjoignant en 1944 de rejoindre l'armée, il est enrôlé de force. Il ne va pas au front mais il est blessé durant des exercices militaires en Alabama et envoyé dans un hôpital, où il consomme de la drogue en plus de ses anti-douleurs. Il est traduit en cour martiale pour cette raison, est emprisonné pendant un an et est finalement renvoyé de l'armée en 1946.
Après cet épisode, sa consommation d'alcool ne fera qu'augmenter jusqu'à son décès en 1959, et c'est au cours de ses courtes périodes de sobriété qu'il réalise ses meilleurs enregistrements des années 1950.  
Trois albums se distinguent durant les années 1950 : l'album en quintet The President Plays With The Oscar Peterson Trio réalisé en 1952 avec Oscar Peterson, une session de 1956 intitulée Jazz Giants '56 et l'album Pres and Teddy qui présente Pres en quartet avec trois des membres des sessions précédentes (Wilson, Ramey et Jones). 

### Enregistrement et production

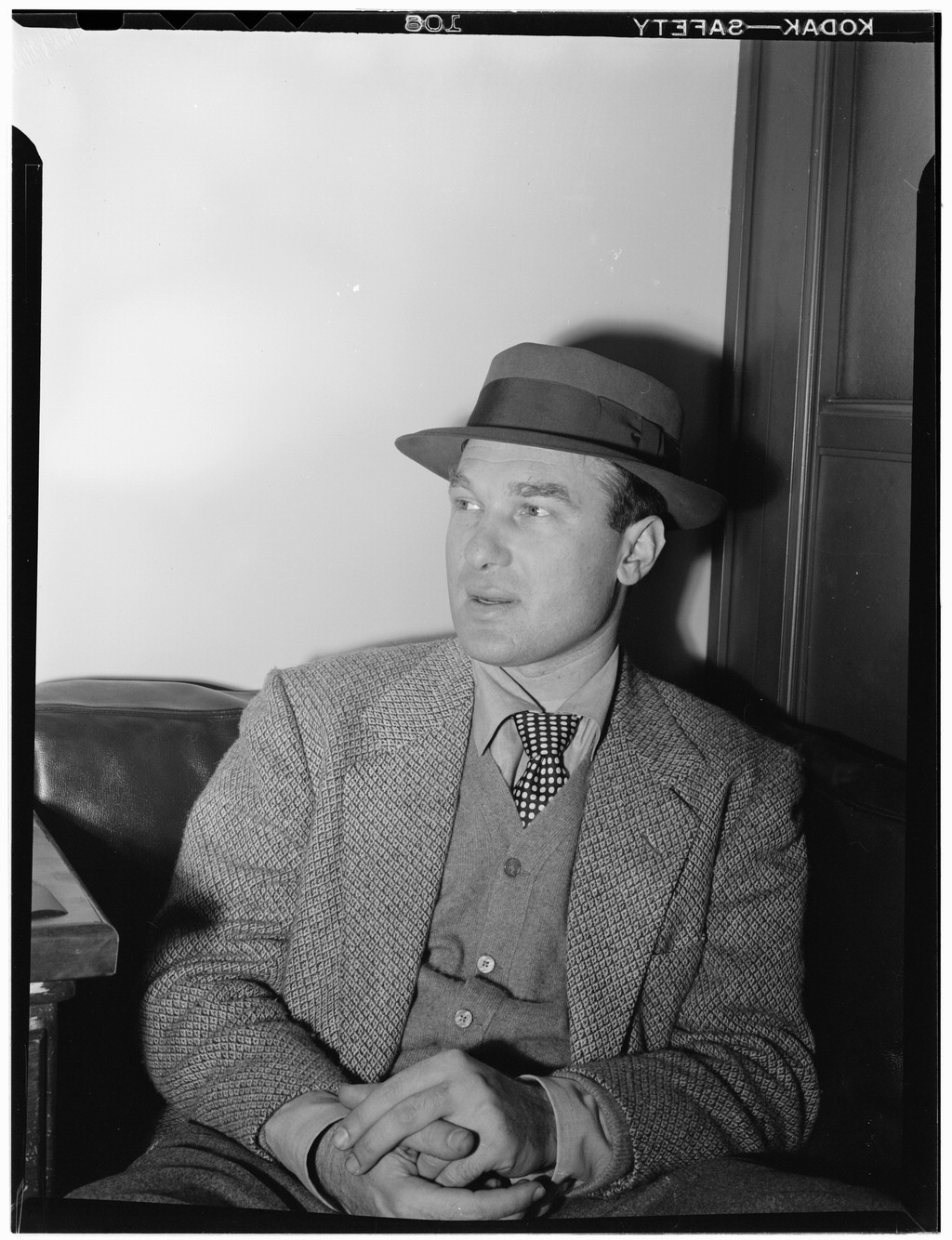
Le producteur Norman Granz en 1947.

Lester Young joue tellement bien lors de la session d'enregistrement de Jazz Giants '56 que le producteur Norman Granz diffère son départ pour la côte ouest et enregistre à New York Pres and Teddy le lendemain de Jazz Giants '56, soit le 13 janvier 1956.
Bien que la notice du LP original (original liner notes), rédigée par Bill Simon, parle de plusieurs sessions, toutes les discographies mentionnent les 7 morceaux inclus sur l'album comme ayant été enregistrés le 13 janvier 1956 (bien que le morceau Pres Returns ne figurait pas sur l'album original).
L'album est produit par Norman Granz, un important producteur de jazz qui a fondé plusieurs labels de jazz (Clef Records en 1946, Norgran Records en 1953, Down Home Records) et qui les a fusionnés en 1956 pour créer Verve Records, qu'il a ensuite revendu à MGM en 1960.

### Publication
L'album sort en disque vinyle long play (LP) en 1956 en France sous le titre Teddy et le Président sur le label Barclay-Verve sous la référence 5011, puis en 1957 aux USA sur le label Verve Records sous la référence Verve MG V-8205.
La notice originale du LP (original liner notes) est de la main de Bill Simon (auteur-compositeur, musicien et critique musical américain, commentateur de jazz pour Billboard Magazine et d'autres publications) et la photographie qui illustre la jaquette est de Herman Leonard.

### Rééditions
L'album Pres and Teddy est réédité à de nombreuses reprises en LP et en cassette de 1957 à 1983 par les labels Verve, Barclay, American Recording Society, His Master's Voice, World Cassette Club et World Record Club,. 
À partir de 1986, il est publié en CD à de nombreuses reprises sur les labels Verve, Universal, Lone Hill Jazz, Prestige Elite Records et Phoenix Jazz,,.
La réédition en CD Phoenix de 2013 (référence  131577) publie 12 morceaux enregistrés à New York 5 ans plus tôt lors de deux sessions tenues les 16 janvier et 8 mars 1951 par les mêmes musiciens, mais avec le pianiste John Lewis à la place de Teddy Wilson.

## Accueil critique
Le site AllMusic attribue 5 étoiles à Pres and Teddy. Le critique musical Scott Yanow d'AllMusic souligne que « bien qu'il ait été trop souvent écrit que Lester Young a décliné rapidement à partir du milieu des années 40, la vérité est que lorsqu'il était en bonne santé, Young a joué à son meilleur niveau dans les années 50, ajoutant une intensité émotionnelle à sa sonorité qui n'était présente pendant les jours plus insouciants des années 30. Cette session classique, une rencontre avec le pianiste Teddy Wilson et le batteur Jo Jones (le bassiste Gene Ramey complétant le quatuor), montre le grand ténor dans une forme particulièrement expressive. Son interprétation de "Prisoner of Love" est assez obsédante, la version de "All of Me" est également mémorable, et tous les standards de swing (auxquels s'ajoute sa composition originale "Pres Return") méritent d'être entendus ».
Pour Morton James (2008), la musique incluse sur ce disque est heureuse, ce qui deviendra rare dans les années qui suivront. Il aimait probablement jouer avec ses vieux copains Teddy Wilson et Joe Jones.
Pour Dave Gelly (2007), dans son ouvrage Being Prez: The Life and Music of Lester Young, les albums Jazz Giants '56 et  Pres and Teddy marquent un sommet dans les hauts et les bas de la dernière décennie de sa vie.

## Liste des morceaux
Le LP original ne comprenait que les 6 premiers morceaux mais le titre Pres Returns, disponible sur les rééditions en CD, est issu de la même session d'enregistrement et est donc mentionné ci-dessous.
| 1.    | All of Me               | Gerald Marks / Seymour Simons               | 5:07 |
| 2.    | Prisoner of Love        | Russ Columbo / Clarence Gaskill / Leo Robin | 7:36 |
| 3.    | Louise                  | Leo Robin / Richard A. Whiting              | 5:14 |
| 4.    | Love Me or Leave Me     | Walter Donaldson / Gus Kahn                 | 6:47 |
| 5.    | Taking a Chance on Love | Vernon Duke / Ted Fetter / John Latouche    | 5:07 |
| 6.    | Love Is Here to Stay    | George Gershwin / Ira Gershwin              | 6:26 |
| 7.    | Pres Returns            | Lester Young                                | 6:17 |
| 42:34 |                         |                                             |      |

## Musiciens
- Lester Young : saxophone alto
- Teddy Wilson : piano
- Gene Ramey : contrebasse
- Jo Jones : batterie